# Motón
En náutica, el motón es un cuadernal de un solo ojo o cajera.

## Etimología
Motón del latín motus, movimiento.

## Tipos
| Uso       | Español   | Inglés          | Descripción |
| Uso       | Motón de  | Block           | Descripción |
| --------- | --------- | --------------- | --- |
| Jarcia    | andullo   |                 | Sirve para pasar la ostaga y va arraigado en la encapilladura del mastelero de gavia. |
| Jarcia    | paloma    | Jack            | Va en la cruz de una verga y sirve para el laboreo de la ostaga. |
| Jarcia    | galápago  |                 | Va clavado a la verga y sirve para el laboreo de brioles. Solo lo usan los barcos mercantes. |
| Jarcia    | Capuchino |                 | Se emplea en el laboreo de los escotines y va firme al penol de la verga en que se caza la vela por su parte alta. La particularidad que lo distingue es que el cuerpo lleva un apéndice de forma adecuada para que se adapte a la verga, con lo cual el eje mayor queda vertical, evitándose con ello que el escotín se enrede. |
| Jarcia    | Canasta   | Clew line       | Se emplea en el laboreo de los chafaldetes. Lo caracteriza un apéndice que lleva el cuerpo, que tiene un orificio para la gaza. |
| Jarcia    | Chato     | Secret          | Tiene el cuerpo muy achatado, por eso, la cajera y roldana, de poca altura. |
| Jarcia    | retorno   | Top gallant top | |
| Jarcia    | retorno   | Top             | Es el que sirve para el retorno de la tira de un cabo de labor. |
| Jarcia    | propao    |                 | Es uno cualquiera de los que, sujetos a las barras del propao, sirve para el retorno de los cabos de maniobra. |
| Accesorio |           | Viol            | Es grande con cajera grande para pasar una guindaleza (cuerda de ancla). |

- motón de moño: el que se cose por medio de un cabo largo, como el empleado en la braza de gavia o velacho .

## Motonería
Es el conjunto de motones y cuadernales de un buque, que se divide en dos: una motonería pendiente que indica toda la que está en uso. La motonería de respeto, que abarca la que el barco lleva para reemplazar los motones o cuadernales que se estropeen.